# Russische Sozialistische Föderative Sowjetrepublik
Die Russische Sozialistische Föderative Sowjetrepublik (RSFSR; eigentlich Russländische Sozialistische Föderative Sowjetrepublik, russisch Российская Социалистическая Федеративная Советская Республика Rossijskaja Sozialistitscheskaja Federatiwnaja Sowetskaja Respublika, ab 1936/37 Российская Советская Федеративная Социалистическая Республика Rossijskaja Sowetskaja Federatiwnaja Sozialistitscheskaja Respublika) war die älteste, größte und bevölkerungsreichste Unionsrepublik der Sowjetunion (UdSSR).
Sie wurde kurz nach der Oktoberrevolution am 7. November 1917 gegründet und gehörte zu den Gründungsmitgliedern der Ende 1922 konstituierten Sowjetunion. Nach Auflösung der UdSSR im Dezember 1991 wurde sie unter Wahrnehmung all ihrer Rechte und Pflichten von dieser unabhängig und benannte sich 1992 in Russische Föderation um.

## Geschichte

### Vorgeschichte
Die Februarrevolution 1917 beendete die Zarenherrschaft in Russland. Daraufhin trat eine Doppelregierung aus Parlament (Duma) sowie Arbeiter- und Soldatenräten (Sowjet) die Nachfolge an. Die Oktoberrevolution durch die kommunistischen Bolschewiki im Jahr 1917 veränderte den Charakter beziehungsweise das Handeln der Sowjets (Räte) grundlegend. Der „begrenzte“ Pluralismus, der in der Selbstbezeichnung des Jahres 1917 in der revolutionären Demokratie zum Ausdruck kam, ging zu Ende. Die Sowjets verstanden sich zunächst zwar entschieden parteilich als Interessenvertretung der ausgebeuteten Klassen, wovon sie Repräsentanten bzw. Vertreter der bürgerlichen Schichten und des politischen Liberalismus ausschlossen. Aber sie ließen Raum für unterschiedliche Auffassungen über die geeignetsten Mittel und Wege, das Los der Unterdrückten zu verbessern.
Die Bolschewiki und ihre Verbündeten lehnten diesen Pluralismus ab. Ihre Delegierten im zweiten Allrussischen Kongress der Arbeiter- und Soldatendeputiertenräte wählten noch am Abend des 25. Oktober ein Allrussisches Zentrales Exekutivkomitee (Ausübendes Komitee) aus den eigenen Reihen. Obwohl mit Lew Kamenew ein Befürworter einer sozialistischen Allparteienkoalition an seiner Spitze stand, war die Gleichstellung damit faktisch bereits vollzogen. Der oberste Sowjet wurde zum Instrument der Bolschewiki.

### Gründung und Verfassung
Die neuen Machthaber bauten den Sowjet (Rat) systematisch zu einem alternativen Repräsentationsorgan der Vollbürger ihrer Definition aus. Ein erster Schritt bestand in der Einverleibung des Allrussischen Bauernsowjets, die der dritte Allrussische Kongress der Arbeiter- und Soldatendeputierten in der zweiten Januarwoche 1918 förmlich vollzog. Damit wurde ein zentrales Gremium geschaffen, das als Gegenmodell zum bürgerlichen Parlament fungieren konnte und auf die Provinz übertragbar war. Der zweite Schritt bestand in der Ausarbeitung einer förmlichen Verfassung, die eine solche Hierarchie von Räten auf vier Ebenen (ländliche Bezirke [russ.: wolosti], Kreise [ujesdy], Gouvernements [gubernii] und Großregionen [oblasti]) etablierte und die jeweiligen Kompetenzen regelte. Sie trat am 10. Juli 1918 in Kraft.
Dieses Dokument, mit dem die Russische Sozialistische Föderative Sowjetrepublik (RSFSR) offiziell in die Staatenwelt eintrat, fixierte auch die prinzipiellen Eigenarten der Räteordnung im Unterschied zur parlamentarischen Demokratie. Unter Stalin entstand 1937 eine Verfassung, die bis zur Auflösung mit vielen Veränderungen Bestand hatte. Die Regierung hieß Rat der Volksbeauftragten.
Typisch für die Räteordnung sind dabei:
1. die Beschränkung des Wahlrechtes auf diejenigen, die ihren Lebensunterhalt aus produktiver und gesellschaftlich nützlicher Arbeit bestritten. Wer Lohnarbeiter beschäftigte oder von Renten und Wertpapieren lebte, war ausgeschlossen; Kaufleute und Priester entmündigte man per definitionem.
2. die fehlende Trennung zwischen Exekutive (ausübende) und Legislative (gesetzgebende Gewalt), wie sie Baron de Montesquieu (Vom Geist der Gesetze, 1748) erstmals gefordert hatte und seit der Französischen Revolution zur Grundlage der liberalen Demokratie geworden war. Da sich der Arbeiter- und Bauernstaat exklusiv als Instrument seiner Klientel verstand, büßte auch die Justiz ihre Unabhängigkeit ein. In der Sowjetverfassung existierte also keine Gewaltenteilung.
3. der Verzicht auf eine Direktwahl der höheren Räte und deren pyramidale Bestellung. Auf diese Weise war der Selektion der wichtigen Entscheidungsträger Tür und Tor geöffnet. Um sie zu konterkarieren, hätte es eines starken Pluralismus auch im Zentrum der Macht bedurft. Einen solchen vermochte Lenin auch am Ende des Bürgerkrieges (und auch darüber hinaus) zu verhindern.

### Unabhängigkeitsbewegungen
Nachdem das zaristische Russland im Februar 1917 zusammenbrach und von einer nachfolgenden Doppelregierung regiert wurde, die im Oktober desselben Jahres durch die bolschewistische Revolution gestürzt wurde, sprachen sich einige Nationalbewegungen der nichtrussischen Bevölkerung für einen eigenen Nationalstaat aus, nachdem sie bis dahin nur mehr Selbstbestimmung gefordert hatten. Von Sowjetrussland und seiner Roten Armee ging zwischen den Jahren 1918 und 1921 außerdem eine Restitution des früheren Russischen Reiches und des damaligen Vielvölkerreiches aus. Von den Gebieten, die zum ehemaligen Zarenreich gehörten, wurden Finnland, das vom Russischen Reich besetzte Polen als Zweite Polnische Republik sowie die baltischen Staaten und Bessarabien unabhängig.

## Gebietsänderungen
Mit der Gründung der Sowjetunion Ende 1922 wurden weite Teile Sowjetrusslands als eigenständige Unionsrepubliken in diese aufgenommen. Anfang der 1920er Jahre kamen die fernöstlichen Pufferstaaten zwischen dem Japanischen Kaiserreich und Sowjetrussland (also die Fernöstliche Republik beziehungsweise die Küstenrepublik) zur RSFSR und 1925 wurde das Gebiet um die bisherige kirgisische Hauptstadt Orenburg aus dem Bereich der darauffolgend gebildeten Kasachischen ASSR abgetrennt.
Im Prozess der Auflösung der aus dem Zarenreich überkommenen Gouvernements, die bis Ende der 1920er Jahre abgeschlossen war, durchlief die RSFSR eine Phase häufiger administrativer Änderungen. In den 1920er Jahren wurden einige neue Gouvernements gebildet, die nur kurz bestanden. Die RSFSR wurde neu gegliedert in größere, dann wieder verkleinerte und öfter umbenannte Oblaste (Gebiete) und Krais (Regionen), die wiederum episodisch in Okrugs unterteilt waren, bevor sich ab der zweiten Hälfte der 1930er Jahre mit der Bildung der im Wesentlichen noch heute bestehenden Oblaste und Krais eine dauerhaftere Struktur etablierte. Die Verfassung von 1936 (Stalin-Verfassung) trug dazu bei. Untergliedert wurden die Oblaste und Krais nach der Abschaffung von Ujesdi und Okrugs in Rajons (Kreise). Die sowjetische Nationalitätenpolitik führte zur Bildung von Autonomen Sowjetrepubliken, Autonomen Oblasten sowie Autonomen Kreisen (bis 1977 als Nationale Kreise bezeichnet).
Die größten Änderungen des Gebietsstandes der Russischen SFSR geschahen um den Zweiten Weltkrieg. Die im Winterkrieg 1939/40 eroberten finnischen Gebiete wurden teilweise der RSFSR zugeschlagen, zum Teil mit den russischen Teilen Kareliens zur Karelo-Finnischen SSR vereinigt.
1944 trat die faktisch seit den 1920er Jahren sowjetische Tuwinische Volksrepublik der Sowjetunion bei, um zuerst autonomes Gebiet, später dann autonome Republik innerhalb der RSFSR zu werden. Nach der gewaltsamen Eingliederung der baltischen Staaten in die Sowjetunion von 1940 wurden einige Grenzorte Lettlands und Estlands in die RSFSR eingegliedert.
Nachdem Finnland den Fortsetzungskrieg 1941/44 verloren hatte, musste es 1947 weitere kleinere Gebiete (vor allem den einzigen Zugang Finnlands zum Nordmeer) an die Sowjetunion abtreten. Im Westen gliederte die Sowjetunion den Norden Ostpreußens um Königsberg, die heutige Oblast Kaliningrad, in die RSFSR ein. Im Sowjetisch-Japanischen Krieg 1945 fielen die lange zwischen Russland und Japan umstrittene Insel Sachalin sowie die Kurilen an die RSFSR.
1954 verringerte sich die Fläche der RSFSR, als auf Anweisung Nikita Chruschtschows die Krim an die Ukrainische SSR abgegeben wurde. 1956 wurde die Karelo-Finnische SSR aufgelöst und als Karelische ASSR in die RSFSR eingegliedert.

Grenzen seit 1922
Grenzen seit 1924
Grenzen seit 1936
Grenzen seit 1940
Grenzen seit 1956

## Hungersnöte
Die Russische SFSR war von allen drei schweren Hungersnöten der Geschichte der UdSSR betroffen. Zwischen 1921 und 1922 wütete die sowjetrussische Hungersnot der 1920er-Jahre in den Regionen an Wolga und Ural. Zwischen 1930 und 1934 (mit Schwerpunkt Anfang 1933) suchte die Hungersnot in der Sowjetunion in den 1930er-Jahren den russischen Südwesten heim, wobei die mehrheitlich ukrainische Kuban-Region der RSFSR zusätzlich auch zum Holodomor der Sowjetukraine gerechnet wird. Schließlich folgte nach dem Zweiten Weltkrieg noch die Hungersnot in der Sowjetunion 1946–1947.

## Bevölkerung
In der RSFSR lebten nach der letzten Volkszählung im Jahre 1989 etwa 147 Millionen Menschen, dies stellte ungefähr 51 % der gesamten Bevölkerung in der UdSSR dar. Die Bevölkerung setzte sich zu dieser Zeit größtenteils aus den folgenden Bevölkerungsgruppen zusammen:
| Nationalität  | Bevölkerungsanzahl | Nationalitätenanteile |
| ------------- | ------------------ | --------------------- |
| Russen        | 120 Mio.¹²         | 81,5 %¹               |
| Tataren       | 5,5 Mio.¹²         | 3,8 %¹                |
| Ukrainer      | 4,3 Mio.¹²         | 3,0 %¹                |
| Tschuwaschen  | 1,8 Mio.¹²         | 1,2 %                 |
| Baschkiren    | 1,3 Mio.¹²         | 0,9 %                 |
| Mordwinen     | 1,0 Mio.¹²         | 0,7 %                 |
| Gesamte RSFSR | 147 Mio.¹²         | 100,0 %               |

¹ Bevölkerungszahlen und Prozentzahlen laut Roland Götz/Uwe Halbach.

² Bevölkerungszahlen laut R. A. Mark.
Von den über 27 Millionen Nicht-Russen in der RSFSR lebten nur 9,4 Millionen (Stand: 1989) in ihren eigentlichen jeweiligen nationalen bzw. historischen Gebieten, da sie durch Flucht, Umsiedlung oder aus eigenem Antrieb diese Gebiete verlassen hatten. Das Verbreitungsgebiet einiger Völker wie der Tataren ist traditionell sehr gestreut und konnte von vornherein nicht vollständig in einem kompakten Autonomiegebiet erfasst werden.

## Flaggen

Flagge 1918/20–1937
Flagge 1937–1954
Flagge 1954–1991
Flagge ab dem 22. August 1991